# Banksia ser. Tetragonae
Série
Banksia ser. Tetragonae est la dénomination botanique d'une série de plantes du genre Banksia. Elle est composée de trois espèces très proches de buissons aux inflorescences pendantes de la section des Banksia. On y répertorie B. lemanniana, B. caleyi et B. aculeata, originaires d'Australie.